# Vladimír Pokorný
Vladimír Pokorný (* 12. Juni 1922 in Podivín, Tschechoslowakei; † 21. Juli 1989 in Prag) war ein tschechischer Mikro-Paläontologe. Er war  Professor für Paläontologie an der Karls-Universität Prag.
Pokorný war seit 1961 ordentlicher Professor an der Karls-Universität und leitete dort 1968 bis 1986 das Institut für Paläontologie.
In den 1950er-Jahren schrieb er eines der ersten Lehrbücher der Mikropaläontologie, das zuerst 1954 erschien und in mehrere Sprachen übersetzt wurde. Er war der Begründer der Mikropaläontologie in der Tschechoslowakei, worüber er 1946 erste Kurse an der Karls-Universität gab, und Experte für die Biostratigraphie des Mesozoikums. Seine Arbeit hatte große Bedeutung für die Suche nach Erdöl in der Karpaten-Region. Neben seinem Mikropaläontologie-Lehrbuch schrieb er auch eine Einführung in die Paläontologie (1977) und ein Buch über Paläoökologie (1977).
1986 wurde Pokorný korrespondierendes Mitglied der Paläontologischen Gesellschaft und Mitglied der Tschechoslowakischen Akademie der Wissenschaften (1973).

## Schriften
- Grundzüge der zoologischen Mikropaläontologie, Band 1, Deutscher Verlag der Wissenschaften, Berlin 1958